# Jānis Birks
Jānis Birks (ur. 31 lipca 1956 w Rydze) – łotewski lekarz i polityk, od 2007 do 2009 burmistrz Rygi.

## Życiorys
Ukończył studia w Ryskim Instytucie Medycznym. Uzyskał specjalizację anestezjologa-reanimatologa. Pracował w I i VII szpitalu klinicznym w Rydze. Od 1992 do 2005 był dyrektorem szpitala basenowego (Latvijas Baseina Centrālā slimnīca), później Łotewskiego Morskiego Centrum Medycznego (Latvijas Jūras medicīnas centrs).
W 2001 uzyskał mandat radnego Rady Miejskiej w Rydze (reelekcja w 2005). Od 2005 do 2007 pełnił obowiązki wiceburmistrza miasta. W 2007 wybrano go przewodniczącym Rady Miejskiej (burmistrzem). Urząd sprawował do wyborów czerwcowych 2009, gdy jego partia nie przekroczyła progu wyborczego i nie znalazła się ponownie w RM. Odchodząc z funkcji odmówił przekazania insygniów miejskich nowemu burmistrzowi Nilsowi Ušakovsowi, nie przyszedł również na uroczystość jego zaprzysiężenia. Związany z TB/LNNK, od 2006 pełnił funkcję wiceprzewodniczącego partii.
Zasiada w Łotewskim Towarzystwie Lekarskim (Latvijas Ārstu biedrība; od 1995 do 2005 członek zarządu) oraz Łotewskim Towarzystwie Szpitalnym (członek najwyższych władz w latach 1997–2003).
Po odejściu z urzędu burmistrza powrócił do praktyki lekarskiej, stoi na czele Łotewskiego Morskiego Centrum Medycznego.
Żonaty, ma córkę i syna.

## Odznaczenia
- Order Księcia Jarosława Mądrego IV klasy (Ukraina, 2008)[5]